# Biporodesmus platynotus
Biporodesmus platynotus är en mångfotingart som beskrevs av Carl Graf Attems 1898. Biporodesmus platynotus ingår i släktet Biporodesmus och familjen Chelodesmidae. Inga underarter finns listade i Catalogue of Life.